# 旧久米家住宅洋館
旧久米家住宅洋館（きゅうくめけじゅうたくようかん）は、群馬県沼田市上之町の大正ロマンエリアにある建築物。
移築前の名称は岩佐多聞邸（いわさたもんてい）。元紀州徳川家の代々木上原本邸内にあった迎賓館であったとされる。もともと久米民之助が私邸の洋館として和館とともに建設した。

## 歴史

### 代々木上原時代

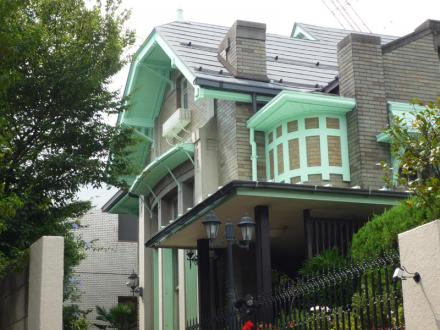
代々木上原にあった岩佐多聞邸

紀州徳川家の本邸は大正末期から昭和初期にかけ、代々木上原の地にあり「静和園」と呼ばれていた。この本邸の敷地内に迎賓館として本建築は存在したようである。その後、紀州徳川家の財政難もあり、この代々木上原の邸宅は1938年(昭和13年)ごろより五島慶太を通じて区割り分譲されたが、母屋と迎賓館は取り壊されずに残された。
太平洋戦争では内部が被災した。戦後は進駐軍に接収されたのち、一般邸宅の岩佐多聞邸（いわさたもんてい）となったとされる。家主はこの元迎賓館を壊そうと試みたものの、あまりに頑丈な造りのため解体に20万円もかかると言われ、解体を断念したとされる。のち、厨房などの増築を経て借家にされたが、本来の造りは16畳1室、8畳2室、6畳1室と洋室ばかりの構造であったとされる。

### 沼田市移築後
2020年（令和2年）9月、東京都渋谷区上原にあった岩佐多聞邸が解体された。その際、久米民之助の故郷である群馬県沼田市が岩佐多聞邸を取得し、2023年（令和5年）に沼田市上之町に旧久米家住宅洋館（きゅうくめけじゅうたくようかん）として移築された。

## 建物概要
- 竣工年：1912年頃（大正元年頃）[1][2]
- 解体年：2020年（令和2年）
- 構造： RC造[1][2]
- 外壁: タイル[11]
- 屋根形式: 切妻[11]
- 屋根仕上げ: スレート葺[1][2][11]
- 窓: 上げ下げ窓[11]

戦災で内部が焼失したこともあってか、屋根も新建材となり、外壁も大きく変えられるなど、改修が大きく、当初の様子を完全に窺うことはできない。しかし、軒下部分や出窓などに、当時の意匠を見ることができる。

### ギャラリー
代々木上原時代

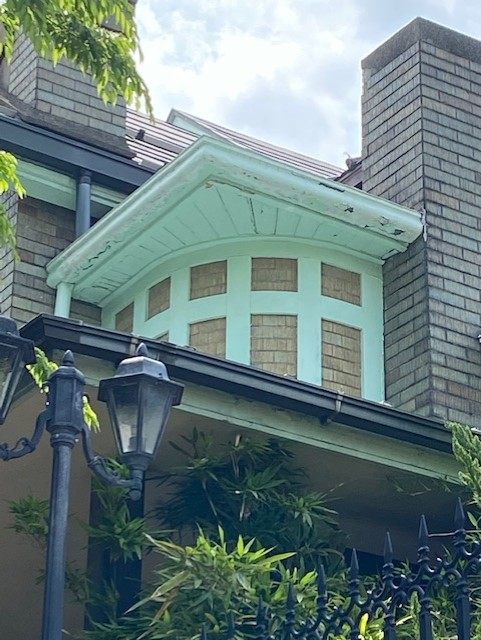
正面角の特徴ある円形部分
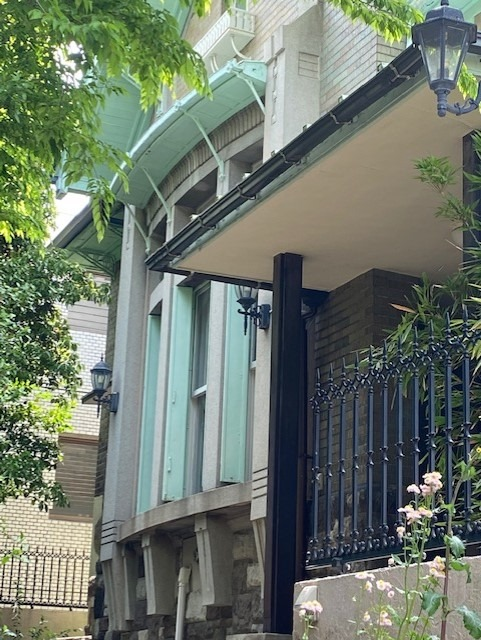
リビングの窓と窓枠
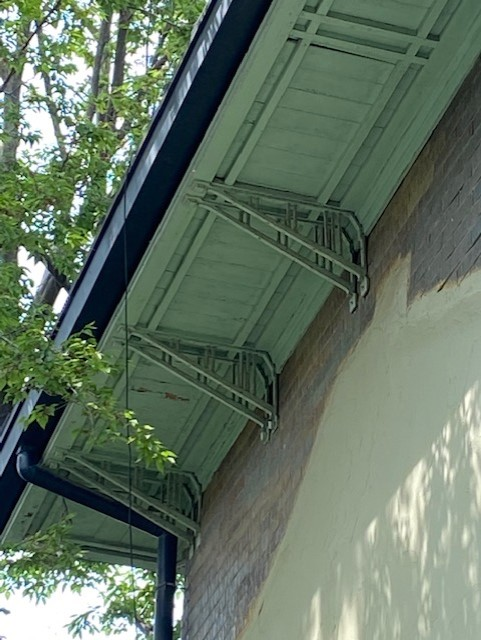
岩佐邸の裏

沼田市移築後

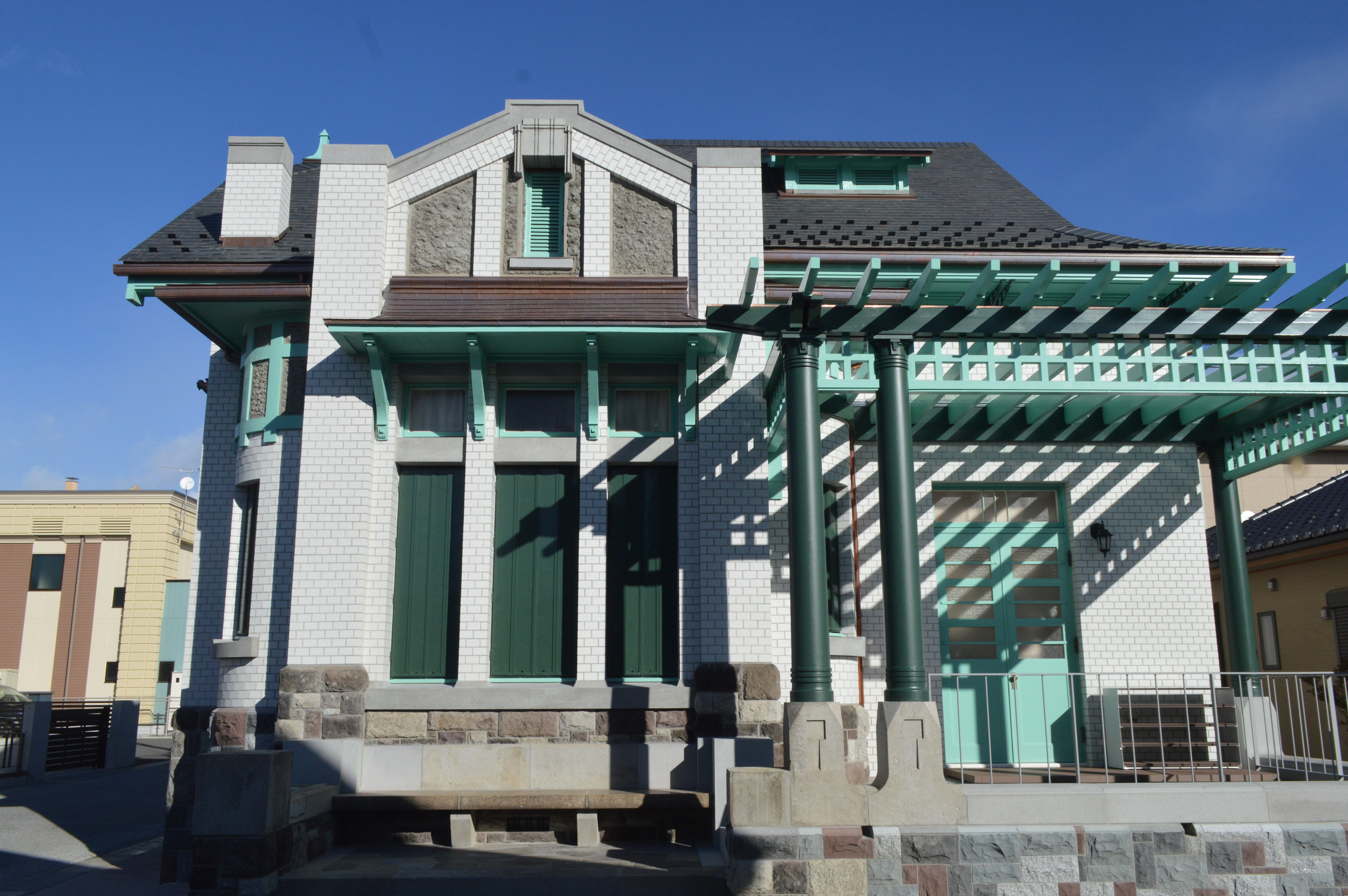
建物の正面
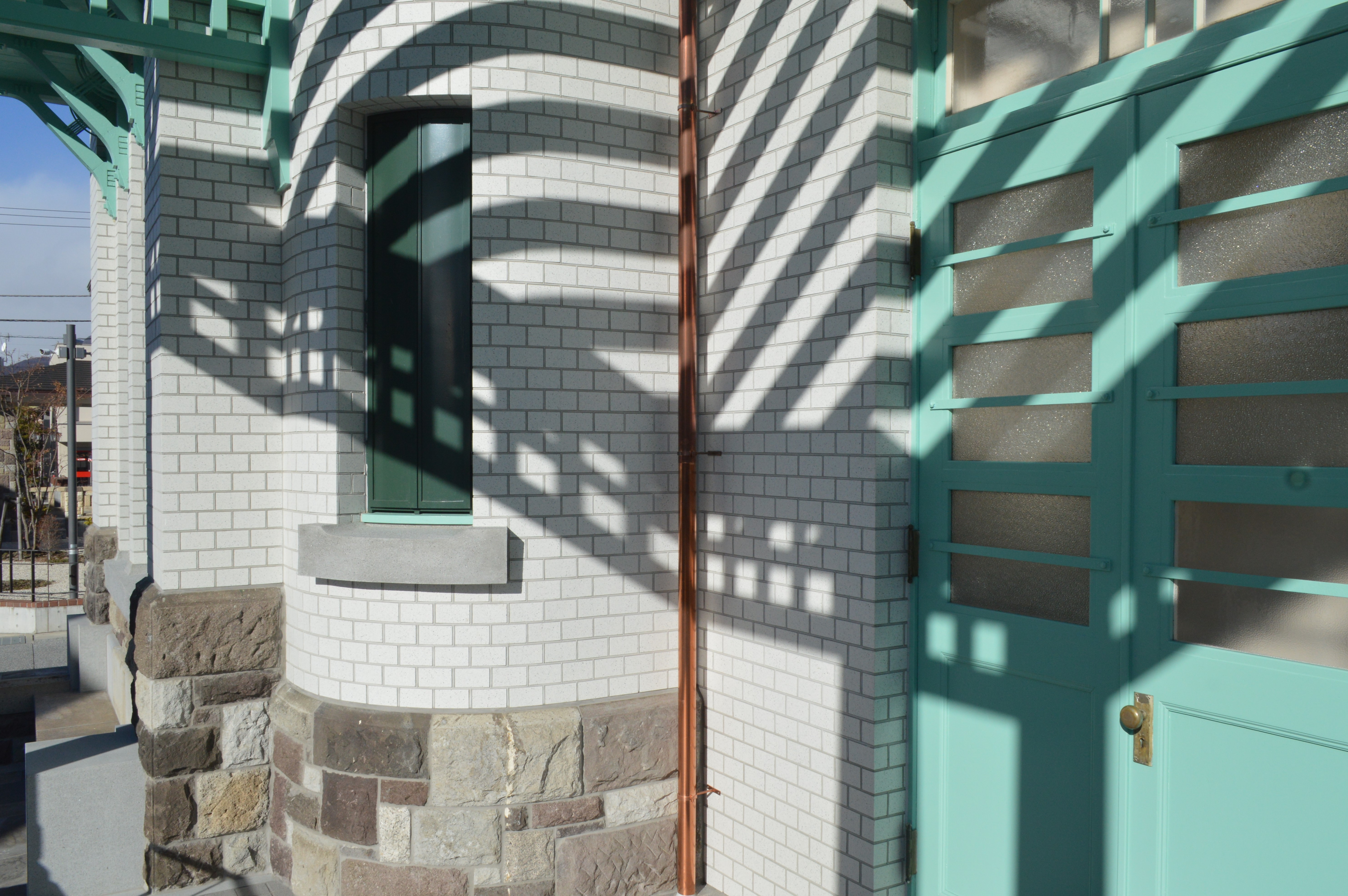
建物の壁面

## 所在地
代々木上原時代
- 〒151-0064 東京都渋谷区上原2-20-1

沼田市移築後
- 〒378-0047 群馬県沼田市上之町1159-4